# Sabella pavonina
Sabella pavonina är en ringmaskart som beskrevs av Savigny 1822. Sabella pavonina ingår i släktet Sabella och familjen Sabellidae. Arten är reproducerande i Sverige. En underart finns: S. p. abyssorum.